# Регионална библиотека „Димитър Талев“
Регионалната библиотека „Димитър Талев“ в Благоевград е най-голямата извънстолична библиотека в Западна България.

## История
Създадена е през 1953 година в бившата сграда на управлението на тютюневите складове като Окръжна държавна библиотека „Владимир Поптомов“ – носи името на революционера комунист от Белица Владимир Поптомов. От 1954 година е депозитна библиотека - получава по един екземпляр от всички печатни издания в страната, отпечатани в тираж над 300 броя. В същата година голяма част от фонда ѝ е унищожена от наводнение и в 1957 година е преместена в старата сграда на общната. В 1967 година е преместена в нови помещения и е създаден неин филиал. В 1986 година дирекцията и детският отдел заедно с нов отдел „Изкуство“ се отделят в отделна сграда. В 1988 година библиотеката получава името Универсална научна библиотека „Владимир Поптомов“ и са ѝ дадени допълнителни помещение за отдел за естествени и приложни науки. В 1990 година цялата библиотека е настанена в сградата на бившия Партиен дом в града. В 1996 година името отново е сменено на Регионална библиотека „Владимир Поптомов“, а по-късно започва да носи името на видния български писател от Прилеп Димитър Талев.

## Директори
| Име                     | Години      |
| ----------------------- | ----------- |
| Ана Тричкова            | 1954 – 1958 |
| Христо Динев            | 1958 – 1984 |
| Мария Причкапова        | 1985 – 1990 |
| Григор Димитров         | 1990 –2009  |
| Петър Петров            | 2009 - 2013 |
| Мими Жингова            | 2013 - 2015 |
| врид. Райка Христова    | 2015 - 2019 |
| Дора Ангелова           | 2020 - 2023 |
| врид. Емилия Малешевска | 2023 -      |

## Структура
Тя е основна библиотека за Югозападна България с предмет на дейност: библиотечно-информационно-обслужване, изграждане на локална автоматизирана мрежа и осигуряване на достъп до бази данни в страната и чужбина, поддържане на архив на местния печат и краеведската литература, междубиблиотечно заемане, подпомагане и координиране на дейността на библиотеките от региона. Съгласно ПМС № 153 от 28 юли 2000 г. тя е една от единадесетте Регионални библиотеки в страната.
Към 31.12.2021г., библиотечният фонд се състои от над 466 000 единици (книги, вестници, списания, графични, нотни, и картографски издания, компактдискове, аудио и видеокасети, грамофонни плочи, дискети, CD-ROM и DVD).
Библиотеката успешно работи с подобни на нея библиотеки в Република Македония и Албания. Регионалната библиотека „Димитър Талев“ е методичен център и продължава да се грижи за над 100 читалищни и училищни библиотеки в областта, като подпомага и координира тяхната дейност.
Библиотеката е обновена с компютри, копирни машини, аудио-визуална апаратура, апарати за четене на микроформи.
Библиотеката притежава и работи с: АБ система и локална компютърна мрежа, асоцииран член на НАБИС, има изграден Интернет-център. В сградата на библиотеката се ползва Wi-Fi